# Techelsberg am Wörther See

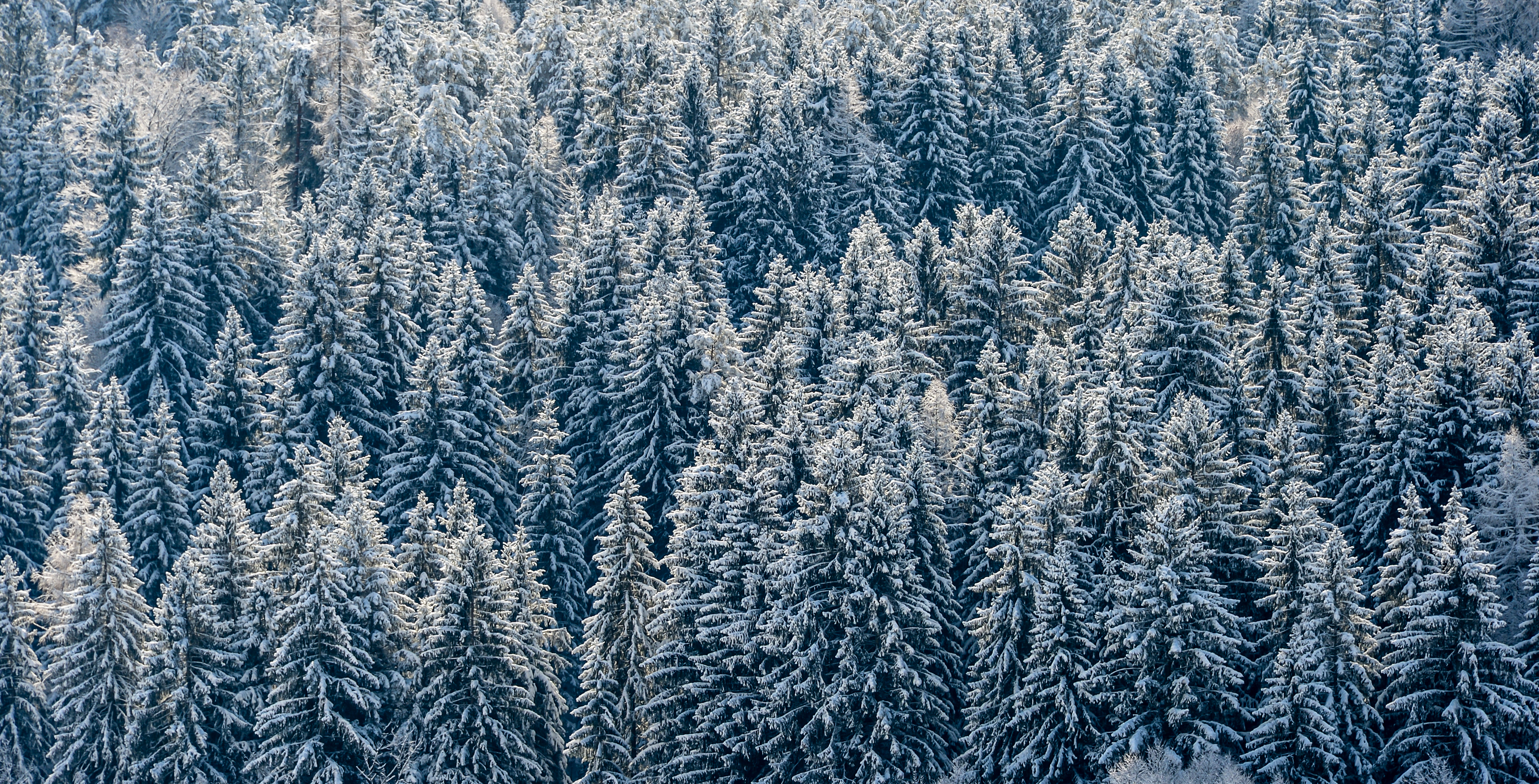
Forêt en hiver à Saint-Martin près de Techelsberg. Janvier 2015.

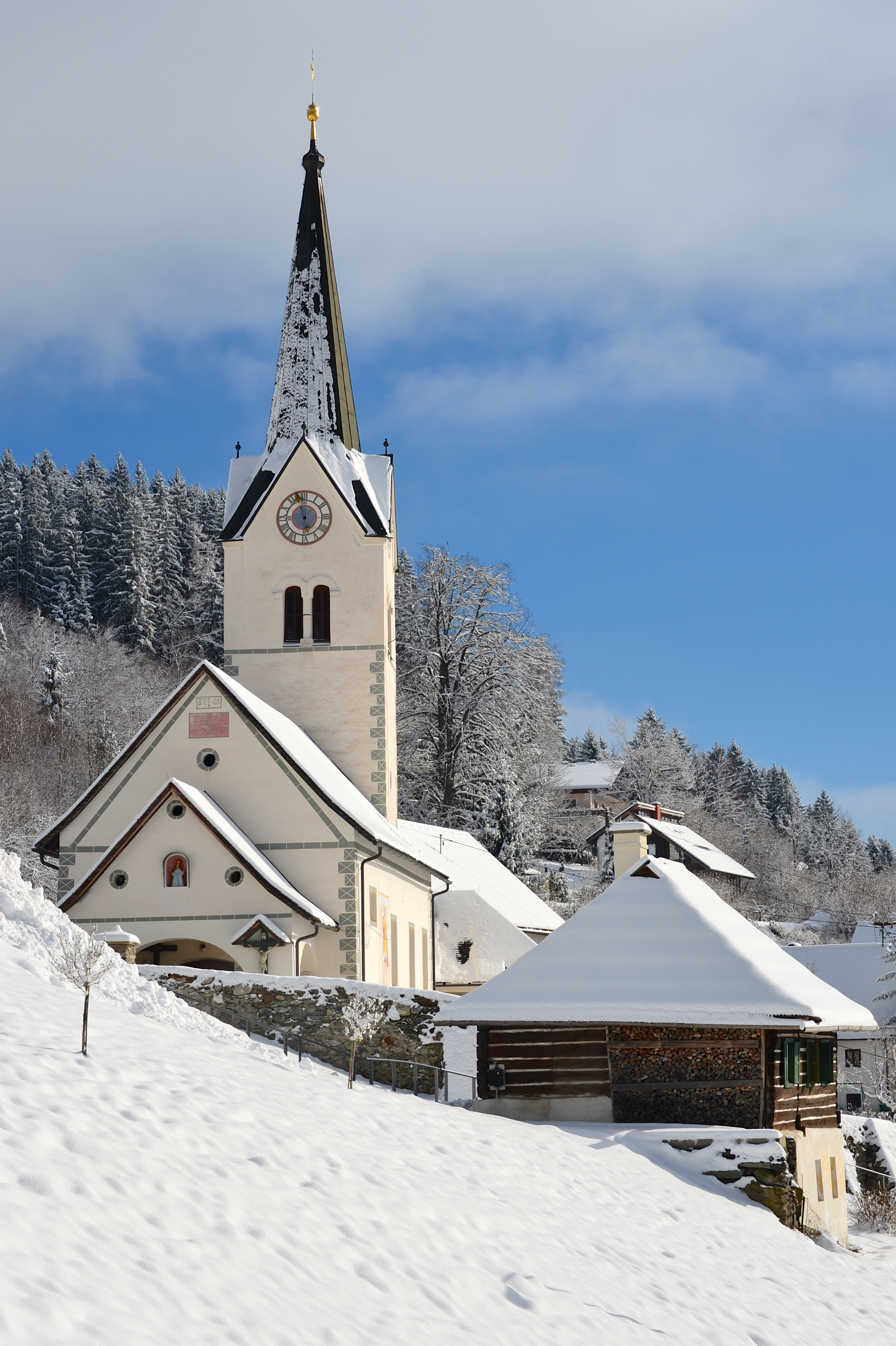
L'église Saint-Martin à Techelsberg. Janvier 2015.

Techelsberg am Wörther See est une commune autrichienne du district de Klagenfurt-Land en Carinthie.